# John Rogers (ishockeyspelare)
George Edward Frederick "John" Rogers, född 22 augusti 1910 i Alexandria, Egypten, var en brittisk ishockeyspelare. Han kom på fjärde plats i Olympiska vinterspelen i Sankt Moritz 1928.